# Anoura latidens
Anoura latidens är en fladdermusart som beskrevs av Charles O. Handley 1984. Anoura latidens ingår i släktet Anoura, och familjen bladnäsor. IUCN kategoriserar arten globalt som livskraftig. Inga underarter finns listade.

## Utbredning
Anoura cadenai är en sydamerikansk art som förekommer i tropisk barrskog (Handley, 1976) i Venezuela, Guyana, Colombia och Peru. Arten har hittats på höjder upp till 2100 över havet i Venezuela(Linares 1998).
Anoura cadenai livnär sig på nektar och pollen, men även insekter och frukter. 